# Logocentrisme

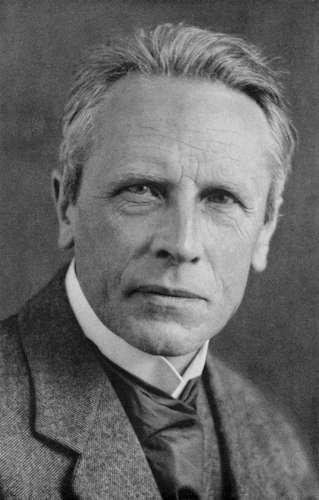
Ludwig Klages, inventeur de la notion.

Le logocentrisme est la tendance d'un discours à s'enfermer dans la propre logique de son langage et à le considérer comme modèle de référence.
Cette notion est inventée par le philosophe allemand Ludwig Klages au début du XXe siècle et reprise par Jacques Derrida.

## En linguistique
Depuis très longtemps, « réalité » et « apparence » sont deux notions bien distinctes pour les philosophes occidentaux : il existe les objets (les choses en elles-mêmes) et les représentations que l’on en fait. On distingue ainsi le concept tel qu’il est pensé et dit (la parole étant la présence immédiate de la pensée) du signe qui l’exprime (l’écriture), qui n’en serait qu’une représentation artificielle et dérivée.
Le mot écrit serait alors le signe d'un signe.

### Saussure
Ferdinand de Saussure (1857-1913), dans son Cours de linguistique générale, suit cette pensée logocentrique dans le développement de sa théorie, selon laquelle la langue est un ensemble de signes (mots). Le signe, lui, se composerait d’un signifié (un concept) et d’un signifiant (un son et une image).
Comme l'affirme Derrida, « Saussure reprend la définition traditionnelle de l'écriture qui déjà chez Platon et chez Aristote se rétrécissait autour du modèle de l'écriture phonétique et du langage de mots ».

### Derrida
Jacques Derrida (1930-2004), dans son livre De la grammatologie (1967), répond à ce qu’il croit être l'argument logocentrique de Saussure qui, selon lui, se tient aux limites de la linguistique et de la sémiologie contemporaines, à la fois sur le plan de la métaphysique, qu'il déconstruit, et au-delà du concept de signe (signifiant/signifié) : « Que le signifié soit originairement et essentiellement (et non seulement pour un esprit fini et créé) trace, qu'il soit toujours déjà en position de signifiant, telle est la proposition en apparence innocente où la métaphysique du logos, de la présence et de la conscience, doit réfléchir l'écriture comme sa mort et sa ressource. ».
Le philosophe présente également dans son texte La pharmacie de Platon (1972) le logocentrisme qui se trouve dans le dialogue Phèdre, notamment par son procès de l'écriture. Pour Platon, l'écriture est comme une version incomplète du langage à laquelle on ne peut pas avoir accès, par opposition à un locuteur qui serait devant soi. Ensuite, dans La Voix et le Phénomène (1967), Derrida développe plus en profondeur l'idée d'une métaphysique de la présence selon laquelle l'écriture peut être perçue comme ayant une certaine permanence se manifestant entre autres par la réactivation de la parole dans l'écriture.